# Granularität (Kommunikationswissenschaft)
Der kommunikationswissenschaftliche Begriff der Granularität (lateinisch – granum: „Korn, Kern“) bezeichnet das qualitative Maß der „Passgenauigkeit“ einer Information aus der Perspektive des Empfängers.

## Eingrenzung
Die Frage, ob eine Information aus pragmatischer Sicht granular ist, wird nach vier Kriterien beurteilt:
- Die Validität trifft Aussage darüber, ob eine Information eine Gültigkeit besitzt, d. h. im umgangssprachlichen Sinne wahr oder zumindest wahrhaftig ist. In einem winterlich-verschneiten, nord-norwegischen Nadelwald sitzend, mutet die Mitteilung, „Es ist warm!“, eher wie eine verzweifelte Durchhalteparole an. Wahr ist sie nicht.
- Die Reliabilität sagt aus, ob eine Information eine gewisse Trennschärfe besitzt, d. h. ob sie einem Mindestanspruch an Genauigkeit bzw. nachvollziehbarer Vertrauenswürdigkeit entspricht. Der zufällig angesprochene, einzige Fieberpatient unter einer großen Gruppe von gesunden Menschen in einem kalten Saal, der auf die Frage nach der Temperatur in diesem Raum „Es ist warm!“ antwortet, fällt im empirischen Zusammenhang der anwesenden Personen (die freilich die Situation gänzlich anders beurteilen) eindeutig aus dem Rahmen.
- Die Relevanz beschreibt in diesem Zusammenhang die Wichtigkeit, d. h. ob eine Information vom Empfänger bestenfalls gesucht wurde, oder zumindest von ihm erwartet werden kann, wenigstens aber in seinem Assoziationsraum überhaupt sinnvoll erscheint. In der Operationszentrale der NASA-Bodenkontrollstation in Houston/Texas fünf Minuten vor dem Start eines Space-Shuttles beim letzten Durchgehen der Startprozedur-Checklisten wird die Feststellung des stellvertretenden IT-Technikers, „Es ist warm!“, wegen ihrer völligen Deplaziertheit wahrscheinlich gar nicht wahrgenommen werden.
- Der Impact schließlich ist die kontextuell-subjektiv wahrgenommene Differenz an Informationsgehalt vor und nach der Übermittlung. Der völlig außer Atem in den hinteren Teil der Wohnhöhle stürzende Neandertaler, der seiner dort verweilenden Großfamilie mit der Aussage, „Es ist warm!“, den langersehnten und völlig überraschend hereingebrochenen Frühlingsanfang ankündigt, hat mehr mitgeteilt, als der Jungkoch in der Küche eines Restaurants, der seinen Souschef mit gleicher Aussage über die von ihm zubereitete Sauce langweilt.

## Abgrenzung
Objektivität hingegen ist kein zwingendes Maß für Granularität, da beispielsweise der voreingenommene Rezipient im Zuge einer Informationsaufnahme nur in seinen subjektiven Vorbehalten bestätigt werden möchte und dadurch dennoch in höchstem Maße informativ befriedigt werden kann.